# Gotteslob (1975)

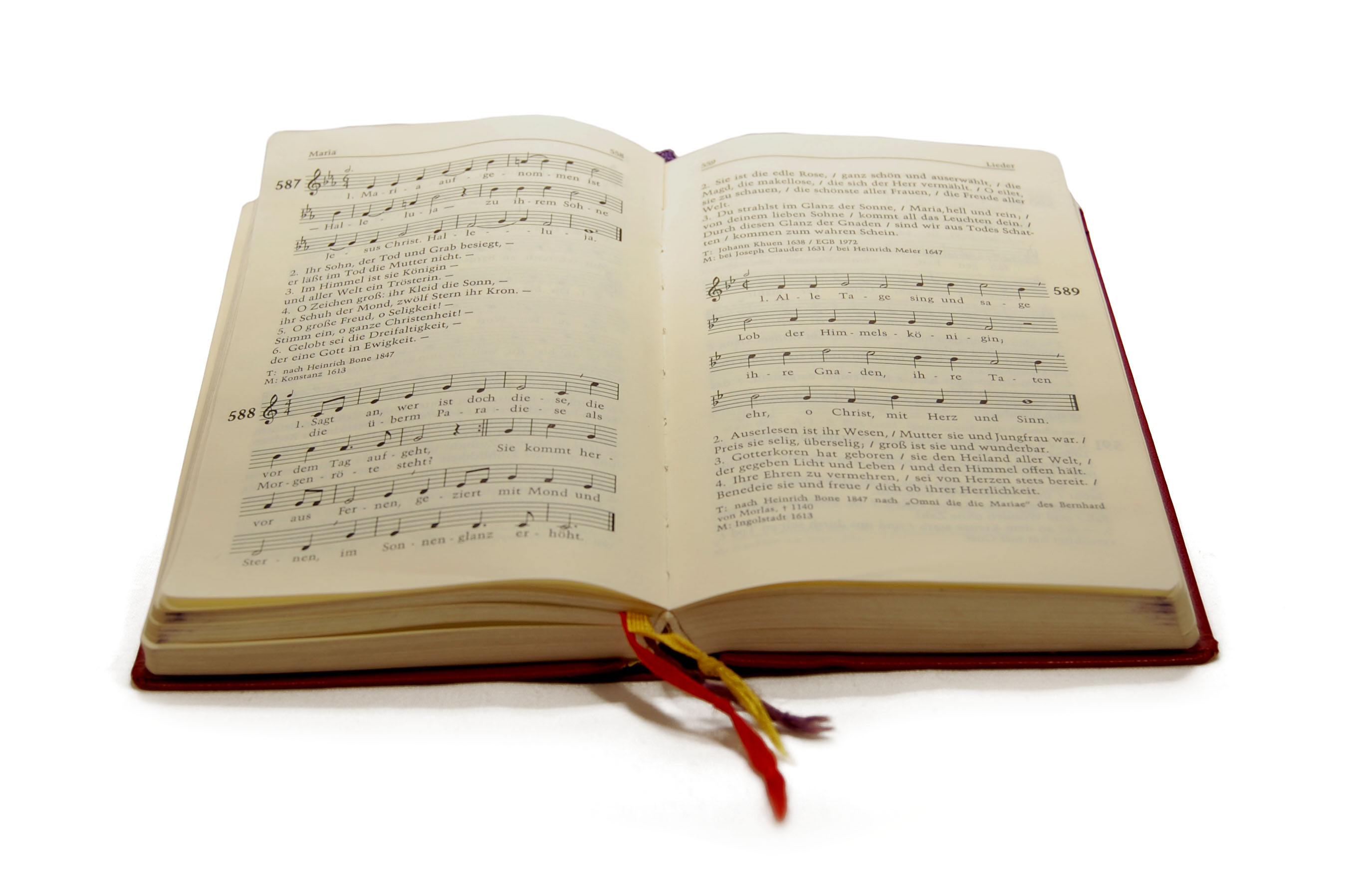
Llibre obert

L'edició de 1975 del Gotteslob (Lloança de Déu) va ser el primer llibre d'oracions i himnari combinat autoritzat per tots els bisbes catòlics romans de parla alemanya d'Alemanya i Àustria. Conté textos i cançons per a la litúrgia, la pregària comunal i la pregària privada, dividits en una secció comuna per a tots, i un apèndix per a les cançons locals en una diòcesi.
Els precursors d'un himnari comú van ser l'himnari Cantate!, publicat per Heinrich Bone l'any 1847 i utilitzat per múltiples diòcesis de països de parla alemanya, i Kirchenlied, un himnari de 1938 que incloïa cançons d'autors d'himnes protestants.
Maria Luise Thurmair era membre de la comissió que preparà l'edició, i també va contribuir amb diverses cançons al llibre. El seu "Den Herren will ich loben", basat en el Magníficat i molts altres himnes litúrgics hi van aparèixer allà en primer lloc. Friedrich Dörr fou membre de la comissió que va contribuir majoritàriament amb les seves traduccions d'himnes llatins, com ara "Komm, Heilger Geist, der Leben schafft", per Veni Creator Spiritus. Va escriure la cançó d'Advent "Kündet allen in der Not" basada en Isaïes 35.
Des del Primer diumenge d'Advent de 2013 fins al juliol de 2014 fou gradualment reemplaçat per l'actual Gotteslob.